# Спасоје Тешић
Спасоје С. Тешић (Доња Врбава, 17. мај 1879 — Београд, 12. јануар 1963) је био српски и југословенски пешадијски бригадни генерал.

## Биографија
Рођен је у селу Доња Врбава, општина Горњи Милановац. Одрастао је у породици земљорадника и сточара која је живела у породичној задрузи, па је као дечак са браћом чувао стоку на планини Јешевац. Имао је рођеног брата Срећка, који ће постати председник Главне финансијске контроле Краљевине Југославије. Основну школу завршио је у Доњој Врбави, а гимназију у Горњем Милановцу. Војну академију уписао је 1897. године, а завршио је 1901. године у 32. класи. По избијању Првог балканског рата 1912. године био је капетан 1. класе на дужности у Х пешадијском пуку „Таковском" другог позива. Мајор и командант пука постао је 1915. године. Почетком 1916. године из Албаније је, као тешко болестан, пребачен у Бизерту у северној Африци. После лечења и опоравка, постављен је на дужност команданта батаљона у Другој добровољачкој дивизији у Одеси, у Русији.
После Октобарске револуције 1917. године из Добровољачке дивизије повукао се већи број Хрвата и Словенаца. Русија је изашла из рата, па је боравак Добровољачке дивизије постао немогућ. Добровољци су пребачени на Солунски фронт. Из Одесе је прва гурупа добровољаца стигла на Солунски фронт крајем 1917. године, а до арила 1918. године на Солунски фронт је пребачено укупно 13 300 добровољаца, претежно Срба. У овој последњој групи добровољаца стигао је и мајор Спасоје Тешић. На Солунском фронту постављен је за команданта 1. батаљона XII пешадисјког пука „Цар Лазар", са којим је командовао и у пробоју Солунског фронта септембра 1918. године. За успех овог батаљона у пробоју, његову личну храброст и сналажљивост похваљен је са три наредбе: команданта XII пешадијског пука, команданта Шумадијске дивизије и команданта II армије, у којима су његови квалитети и заслуге овако оцењени: „... Спада у ред наших елитних предратних пешадијских официра... Свестрано образован официр, одличне опште и стручне спреме. У ратовима налазио се непрекидно у првом борбеном реду и важио је за врло храброг официра и одличног пешадијског команданта..."
Спасоје Тешић је после Првог светског рата унапређен у пуковника и командовао је 12. Пешадијском пуком, а потом је унапређен у чин бригадног генерала и командовао је бригадом и био је помоћник команданта Дунавске дивизијске области. Године 1935. је пензионисан и живео је у Београду. По избијању Априлског рата 1941. године реактивиран је, а по потписивању капитулације 17. априла предао се Немцима који су га спровели у заробљеништво у Немачку. У заробљеништву је провео цео рат. После рата се вратио у Београд где је живео као пензионер до смрти 12. јануара 1963. године. Сахрањен је на Новом гробљу.

## Одликовања
- Орден Југословенске круне II, III и IV степена
- Орден Карађорђеве звезде IV степена
- Орден Белог орла са мачевима IV и V степена
- Орден Белог орла V степена
- Орден Светог Саве IV и V степена